# Walkmühle

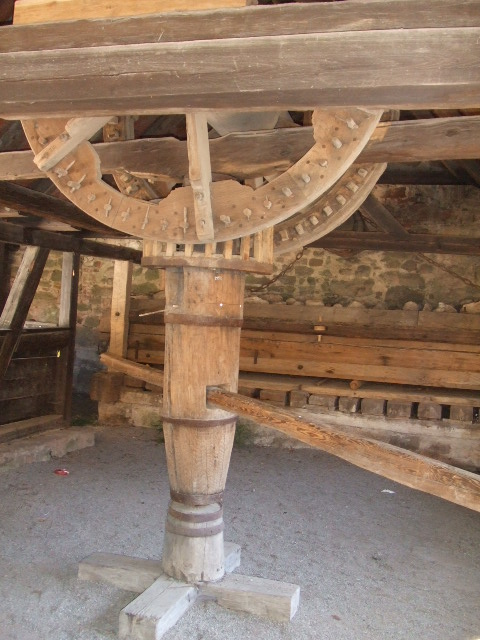
Wellbaum in der Walkeinrichtung einer Färberei aus dem 18. Jahrhundert, im Areal des Heilig-Geist-Spitals Dinkelsbühl

Eine Walkmühle oder Vollmühle (auch: Walke, Dickmühle, Filzmühle, Lochwalke oder Bläue) ist eine seit dem Hochmittelalter eingesetzte Maschine zur Verarbeitung, Verdichtung und Veredelung von Geweben bei der Herstellung von Walkstoffen, die früher als Tuch bezeichnet wurden.
Sie ersetzte das Walken mit den Füßen, mit dem frisch gewebte Tücher durch Stoßen, Strecken und Pressen gereinigt und an der Oberfläche verfilzt wurden, damit sie dichter und geschmeidiger wurden.
Walkmühlen wurden vormals auch zum Lockern von Verkrustungen der Wolle durch das Färben und zum Auswaschen überflüssiger Farbe vor der Weiterverarbeitung verwendet.
Walkmühlen wurden auch von den Gerbern, besonders den Weißgerbern, für die Bearbeitung von feinem und dünnem Leder genutzt.
Walkmühlen, die es in Europa schon im 12. Jahrhundert, vereinzelt auch früher gab, führten oft zu sozialen Problemen, weil eine Walkmühle bis zu 40 Fußwalker ersetzen konnte. Sie wurden deshalb, aber auch weil fußgewalkte Stoffe von besserer Qualität waren, teilweise verboten.

## Bezeichnungen
Für die Walkmühlen gab es vielerorts auch die Bezeichnung Vollmühle. Dieser Begriff stammt von dem lateinischen Wort fullo, der Walker, deshalb wäre die Schreibweise Follmühle zutreffender. Die Schreibweise mit V assoziiert aber, dass etwas Vollständiges hergestellt wurde.
Die Bezeichnung Bläue stammt von dem Wort bläuen, was so viel bedeutet wie schlagen. In gewissen Regionen kommt diese Bezeichnung in Flurnamen vor (z. B. Bläumatt).

## Funktionsweise
In den Tuchwalkmühlen oder Vollmühlen wurden Wollstoffe in einem warmen und feuchten Zustand durch Schieben, Quetschen und Stampfen so zu einem zusammenhängenden Körper verfilzt, dass eine glatte Oberfläche entstand. Auf diese Weise wurden die Fäden des Gewebes vollständig versteckt, um dadurch den Stoff leicht wasserabweisend zu machen. Wir kennen heute einen solchen Stoff noch als Loden. Weiterhin wurden andere Stoffe wie zum Beispiel Leinen leicht gewalkt, um sie geschmeidiger zu machen.

### Hammerwalke
Von Webstühlen produziertes Wollgewebe wird in der Walkmühle in Bottichen durch Holzhämmer, die über eine Welle und eine am Wellendrehpunkt gelagerte Schwinge von einem Wasserrad angetrieben werden, gewalkt, also gestaucht, verdichtet und geklopft, bis ein verfilzter Stoff entsteht, der die gewünschten wärmenden, sowie regen- und windabweisenden Eigenschaften besaß. Durch Druck, Wärme und die Zugabe einer Walkflüssigkeit (z. B. einer Suspension von Ton in heißem Wasser) quellen die Gewebefasern auf, verfilzen und die Weblöcher schließen sich.
Diese Art der Walkenmühle erklärt die Bezeichnung Bläue, was von bläuen (schlagen) kommt.

### Druck- oder Kurbelwalke
Bei der Druckwalke, eine Verbesserung der Hammerwalke, wirken die Hämmer nicht im freien Fall auf das Gewebe, sondern die leichteren Hämmer üben über Zugstangen Druck auf das Tuch aus, um eine Beschädigung des Tuches zu vermeiden.